# 용인 법륜사 삼층석탑
용인 법륜사 삼층석탑(龍仁 法輪寺 三層石塔)은 대한민국 경기도 용인시 처인구 원삼면에 있는 고려시대의 삼층석탑이다. 2009년 3월 10일 경기도의 문화재자료 제145호로 지정되었다.

## 개요
법륜사(法輪寺) 삼층석탑(三層石塔)은 서울시 구로동 이덕문씨 가정집에 있던 것을 법륜사에 이윤 보시한 것으로 알려져 있어 탑의 연혁이나 유래에 대한 내용이 불확실한 상태이다. 이 석탑은 통일신라 석탑 양식을 계승한 일반형 석탑으로 단층기단에 삼층탑신으로 구성되어 있다. 방형의 지대석 위에 우주를 새긴 기단을 놓은 후 갑석을 올렸는데, 갑석 아래에는 부연을 두었고 갑석 윗면에는 2단의 탑신받침이 조성되어 있다. 탑신석과 옥개석은 각각 1석으로 조성되어 있으며 탑신석에는 우주만 새겼고 옥개받침은 4단이며 처마는 수평을 이루다 살짝 반전되어 있다. 상륜부는 결실되고 없으나, 전체적으로 원형이 잘 보존되어 있는 상태이다. 전체적인 조각수법과 양식으로 보아 고려시대에 건립된 것으로 보인다.

## 참고 자료
- 용인법륜사삼층석탑 - 국가유산청 국가유산포털